# Muna Lee
Muna Lee (Little Rock, 30 de outubro de 1981) é uma ex-velocista norte-americana, especialista nos 100 m rasos. Foi campeã mundial do revezamento 4x100 m no Campeonato Mundial de Atletismo de 2005, em  Helsinque, Finlândia, junto com  Angela Daigle,  Me'Lisa Barber e  Lauryn Williams.